# Gonioscelis nigripennis
Gonioscelis nigripennis är en tvåvingeart som beskrevs av Ricardo 1925. Gonioscelis nigripennis ingår i släktet Gonioscelis och familjen rovflugor.
Artens utbredningsområde är Namibia. Inga underarter finns listade i Catalogue of Life.